# Белак, Уэйд
Уэйд Белак (англ. Wade Belak; 3 июля 1976, Саскатун, Саскачеван — 31 августа 2011, Торонто) — профессиональный канадский хоккеист. Амплуа — защитник. Специализация — тафгай. Прозвище — «Билер» (англ. Beler).

## Карьера
На драфте НХЛ 1994 года был выбран в 1-м раунде под общим 12-м номером командой «Квебек Нордикс». 28 февраля 1999 года обменян в «Калгари Флэймз». 16 февраля 2001 года приобретён на драфте отказов командой «Торонто Мейпл Лифс». В сезоне 2007/08 перешёл в клуб «Флорида Пантерз», а в сезоне 2008/09 — в «Нэшвилл Предаторз». После окончания сезона 2010/11 принял решение завершить карьеру и перейти на административную работу. За карьеру в регулярных чемпионатах НХЛ провёл 549 матчей, в которых забросил 8 шайб и сделал 25 передач, набрав при этом 1263 штрафные минуты. В 22 матчах плей-офф НХЛ забросил 1 шайбу и набрал 36 минут штрафа.

## Личная жизнь
Летом 2002 года женился на Дженнифер Джордан Расселл, в 2004 и 2006 годах у них родились 2 дочери — Энди Мэри и Алекс Грейс.

## Смерть
31 августа 2011 Белак был найден мертвым в одном из номеров отеля в Торонто. Полиция Торонто не подтвердили причину смерти, но рассматривали его как самоубийство. Смерть Белака стала третьей подряд смертью хоккеиста НХЛ в 2011 году после Дерека Бугарда (13 мая) и Рика Рипьена (15 августа).

## Статистика
```
                                            
                                            --- Regular Season ---  ---- Playoffs ----
Season   Team                        Lge    GP    G    A  Pts  PIM  GP   G   A Pts PIM
--------------------------------------------------------------------------------------
1991-92  North Battleford N. St.     SMBHL  57    6   20   26  186  --  --  --  --  --
1992-93  North Battleford N. St.     SJHL   50    5   15   20  146  --  --  --  --  --
1992-93  Saskatoon Blades            WHL     7    0    0    0   23   7   0   0   0   0
1993-94  Saskatoon Blades            WHL    69    4   13   17  226  16   2   2   4  43
1994-95  Saskatoon Blades            WHL    72    4   14   18  290   9   0   0   0  36
1994-95  Cornwall Aces               AHL    --   --   --   --   --  11   1   2   3  40
1995-96  Saskatoon Blades            WHL    63    3   15   18  207   4   0   0   0   9
1995-96  Cornwall Aces               AHL     5    0    0    0   18   2   0   0   0   2
1996-97  Colorado Avalanche          NHL     5    0    0    0   11  --  --  --  --  --
1996-97  Hershey Bears               AHL    65    1    7    8  320  16   0   1   1  61
1997-98  Hershey Bears               AHL    11    0    0    0   30  --  --  --  --  --
1997-98  Colorado Avalanche          NHL     8    1    1    2   27  --  --  --  --  --
1998-99  Hershey Bears               AHL    17    0    1    1   49  --  --  --  --  --
1998-99  Saint John Flames           AHL    12    0    2    2   43   6   0   1   1  23
1998-99  Colorado Avalanche          NHL    22    0    0    0   71  --  --  --  --  --
1998-99  Calgary Flames              NHL     9    0    1    1   23  --  --  --  --  --
1999-00  Calgary Flames              NHL    40    0    2    2  122  --  --  --  --  --
2000-01  Calgary Flames              NHL    23    0    0    0   79  --  --  --  --  --
2000-01  Toronto Maple Leafs         NHL    16    1    1    2   31  --  --  --  --  --
2001-02  Toronto Maple Leafs         NHL    63    1    3    4  142  16   1   0   1  18
2002-03  Toronto Maple Leafs         NHL    55    3    6    9  196   2   0   0   0   4
2003-04  Toronto Maple Leafs         NHL    34    1    1    2  109   4   0   0   0  14
2004-05  Coventry Blaze              EIHL   42    7   10   17  178   8   1   1   2  16
2005-06  Toronto Maple Leafs         NHL    55    0    3    3  109  --  --  --  --  --
2006-07  Toronto Maple Leafs         NHL    65    0    3    3  110  --  --  --  --  --
2007-08  Toronto Maple Leafs         NHL    30    1    0    1   66  --  --  --  --  --
2007-08  Florida Panthers            NHL    17    0    0    0   12  --  --  --  --  --
2008-09  Florida Panthers            NHL    15    0    0    0   25  --  --  --  --  --
2008-09  Nashville Predators         NHL    38    0    2    2   54  --  --  --  --  --
2009-10  Nashville Predators         NHL    39    0    2    2   58  --  --  --  --  --
2010-11  Nashville Predators         NHL    15    0    0    0   18  --  --  --  --  --

--------------------------------------------------------------------------------------
         NHL Totals                        549    8   25   33 1263  22   1   0   1  36

```